# AngularJS
AngularJS (o també Angular.js) és un entorn de treball per a aplicacions web de codi lliure mantingut per l'empresa Google i per una comunitat de particulars i empreses. AngularJS s'adeça a desenvolupar aplicacions d'una única pàgina. L'objectiu és augmentar les aplicaciones basades en navegador amb capacitat de Model-Vista-Controlador (MVC), en un esforç de millorar el desenvolupament i la depuració. AngularJS forma part del programari anomenat MEAN, juntament amb MongoDB, express.js i Node.js

## Directives AngularJS
Les directives són marques en els elements de l'arbre DOM, en els nodes de l'HTML, que indiquen al compilador d'Angular el comportament d'aquests elements. Són útils per a definir nous codis html —com botons o, per exemple un footer complet-- i també per a crear conceptes més complexos que incloguin funcions o variables dinàmiques definides directament dins DOM.

### Directives Nadiues
| Directiva                           | Descripció |
| ----------------------------------- | --- |
| ngApp (ng-app)                      | És la directiva que s'encarrega d'arrancar una aplicació Angular tot indicant l'element arrel. |
| ngController (ng-controller)        | És la directiva que permet indicar la vista on treballa el nostre controlador. |
| ngModel (ng-model)                  | És la directiva que representa el model o dada, permet d'obtenir la informació entrada per l'usuari en algun element del formulari, sigui un input, select o textarea.                                 |
| ngClick (ng-click)                  | Aquesta directiva treballa directament relacionant a l'event click, es pot associar alguna funcionalitat quant l'usuari faci click sobre algun element.                                                |
| ngInit (ng-init)                    | Aquesta directiva permet avaluar una expressió en el camp d'existència/Àmbit (scope) on s'està treballant.                                                                                             |
| ngRepeat (ng-repeat)                | Aquesta directiva permet d'iterar una col·lecció de dades, generar una plantilla per cada element de la col·lecció i pintar-lo en la vista, cada template o plantilla rep el seu propi àmbit ($scope). |
| ngChange (ng-change)                | Aquesta directiva detecta qualsevol canvi que es produeixi dintre d'una etiqueta d'entrada, siguin inputs, checkbox, etc.                                                                              |
| nShow (ng-show) \| ngHide (ng-hide) | Aquestes directives permeten mostrar i ocultar alguna part de la vista segons la condició que li assignem.                                                                                             |
| ngBind (ng-bind)                    | Aquesta directiva té la mateixa funcionalitat que les claus {{}}, però amb millor resposta temporal.                                                                                                   |

### Directives Pròpies
Malgrat que Angular té implementades un gran nombre de directives, es poden crear directives definides per l'usuari.
```
var app = angular.module('ElMeuMòdul',[]);
app.controller('ElMeuControlador', function($scope){
 $scope.cliente = {
 nom: 'Jhon',
 adreça: 'Av. Lluís Companys 481'
 };
});

//Aquí creem la directiva
app.directive('Client', function() {
 return {
 template: 'Nom: {{client.nom}} Adreça: {{client.adreça}}'
 };
});

```